# Ясновельможність

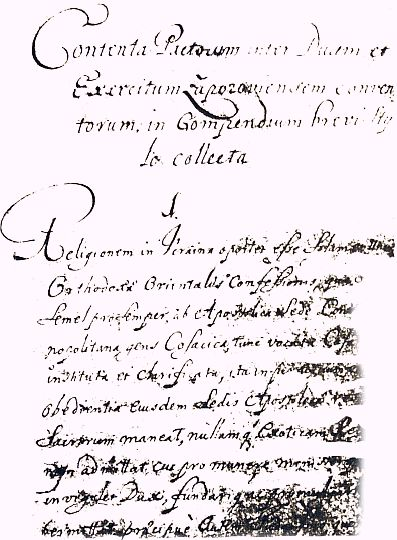
Конституція Ясновельможного Його Милості пана гетьмана Пилипа Орлика, 1710 р.

"Ваша Ясновельможносте" (нім. Durchlaucht (S.D.), англ. Serene Highness (H.S.H.), фр. Altesse sérénissime (S.A.S.), лат. Serenitas, італ. Altezza serenissima (S.A.S.)) — форма звертання та гоноратив, що застосовується до найвищої знаті, як правило, у чині князя. Відомий від раннього середньовіччя, коли застосовувався до володарів держави: королів, великих князів, князів, тощо.
В Україні за часів Королівства Русі, Великого князівства Руського, Речі Посполитої та Гетьманщини використався при зверненні до королів та великих князів, а пізніше — до князів, сенаторів та гетьманів. До 1918 року у Австро-Угорській імперії, Німеччині, Італії та інших країнах Європи також був пов'язаний з княжими титулами членів деяких династій та з кількома княжими, але не правлячими родами. У XIX ст. це була форма звертання до молодших членів правлячих династій у Франції, Італії, Російській імперії та Саксонії.
Крім того, цей титул надавався імператорами Австро-Угорщини (разом з князівськими регаліями) чи Папами Римськими знатним шляхтичам Богемії, Угорщини, Італії, Польщі, Румунії та України. У кількох рідкісних випадках його використовували правителі держав, які не були монархами.
В офіційних документах доби Середньовіччя та старих словниках англійської мови «Ясновельможний» використовується в значенні: найвищий; королівський; август; той що має найвищу гідність.
На початку XXI ст. офіційно застосовується до правлячої родини Ліхтенштейну, Монако та Таїланду.

## Історія
Ця форма звертання була відома ще в Стародавньому Римі, де в період домінату це був один із титулів імператора-цезаря. В епоху розпаду Римської імперії та початках Східної Римської імперії поширився варіант цього титулу illustris.
У Середні Віки цим титулом користувалися королі в більшості країн Європи, в тому числі й в Королівстві Русі, Речі Посполитій, Угорщині, Великому князівстві Литовському, Руському і Жемантійському. імператор при цьому мав вищий титул Exzellenz (нім.), у 1519 р. удосконалений до Величності, німецькою Majestät.
Імператор Карл IV у своїй Золотій буллі 1356 р. визначив привілейоване становище сімох виборних князів серед всіх інших князів Священної Римської імперії; а в 1375 р. він надав право звертатися «Ваша Ясновельможносте» до світських виборних князів як до наймогутніших із князів держави, а також до тих духовних обранців, які мали князівське походження.
У 1453 р. Фрідріх III затвердив Privilegium Maius, що, поміж іншого, наділяв титулом «Ясновельможності» родину Габсбурґів: не лише правлячого ерцкнязя, але й членів його родини та голів і членів бічних ліній династій князів Штирії та Тиролю.
В Україні до Великих князів Київських та Королів Русі в офіційних документах також звертались цим титулом. Так, у своєму листі Папа Римський Інокентій IV титулував короля Данила «Ясновельможним королем Русі»; а Юрія ІІ Болеслава в літописах називають «ясновельможний Юрій, володар всього Руського королівства».
В часи Великого князівства Руського, Речі Посполитої та Гетьманщини форма звертання «Ясновельможний пане» поширюється також на українських князів та гетьманів. Так звертались до князів Гольшанських, Острозьких, Вишневецьких, Заславських, Сангушків та інш.
В офіційних листах до гетьманів збереглись звертання «Ясновельможний мосць пане гетьмане» або «Ясновельможний пане гетьмане». 
Юрій Немирич в своєму Маніфесті звертається «До відома ясновельможних, найшляхетніших, найсвітліших, найповажніших, найславетніших, знаменитих, високородних, достойних володарів, королів, електорів, князів, маркізів, республік, графів, баронів, знаті...» 
Східні патріархи, звертаючись до Богдана Хмельницького називають його «Ясновельможний князь».  
А Пилип Орлик почитає свою Конституцію словами: «Договори і постанови прав і свобод військових між Ясновельможним Його Милості паном Пилипом Орликом, новообраним гетьманом Війська Запорізького...»  

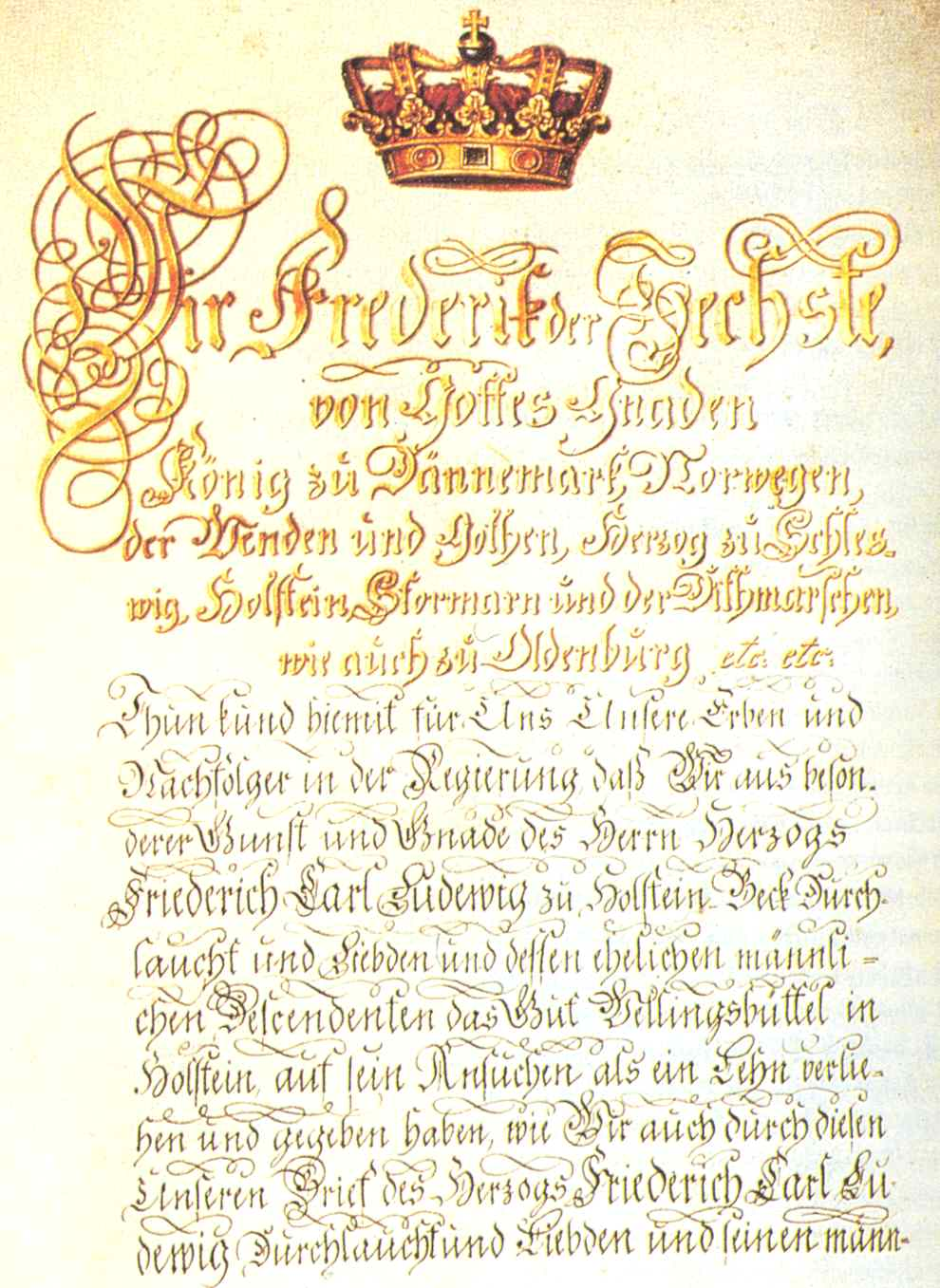
Ленний лист 1810 р. в якому, зокрема зазначається, що князі мають титул «Ясновельможний» (Durchlaucht) та "Милостивий" (Liebden).

1664 р. Імператор Леопольд I надав право звертатися «Ваша Ясновельможність» до князя Вюртемберга. 
Того ж року маркграф Бадена також удостоївся такої честі. До кінця століття цю форму звертання почали застосовувати глави майже всіх так званих «старовинних князівських родин» в імперії, а також деяких нових князівських родин. Титул «Ясновельможний» був офіційно затверджений за усіма правлячими 
старовинними князями та їх родинами в 1712 році імператором Карлом VI.
В часи пізнього Середньовіччя королі Західної Європи перейшли до титулу Величність (лат. Celsitudo), тоді як Східноєвропейські королі, в тому числі й королі Речі Посполитої, вживали термін Ваша Ясносте, поки вони також не прийняли стиль "Ваша Величносте" у 16 столітті.
В 16 столітті звертання „Serenissimus“ (чоловіча) та „Serenissima“ (жіноча форма) з'являється в італійській частині Священної Римської імперії. Татож титул «Ясний пане» (венец.: Serenità) використовувався як звернення до Венеційських дожів. 
У 1593 році імператор Рудольф II підтвердив Венеціанській та Генуйській республікам титул «Republica serenissima». 
Близько 1590–1630 рр. італійські правлячі князі, поки до цього величались «Вельможність», прийняли титул «Ясновельможності» (Altesse sérénissime).   
Наприкінці 17 століття всі італійські князі почали використовувати цю форму. В Італії її й досі використовують кілька нащадків князівських родин.
Поза Священною Римською імперією подібне звертання почало використовувались у Франції з часів правління Людовіка XIV. Тут форма «Altesse serénissime», взята з італійської, у 1650 р. стала привілейованим титулом для принца королівської крові. Однак ця назва не отримала широкого вжитку через свою довжину, і застосовувалась скорочена версія «Altesse». Діти та онуки французького короля отримали титул «Королівська Вельможність» (Vôtre Sérénissime Altesse royale), що зберігався до Французької революції.  
1752 р. Людовик XV застосовувати форму звертання «Ясновельможний» до так званих іноземних князів.
У 1569-1795 рр. Річ Посполиту, до складу якої входили й українські землі, називали «Найяснішою республікою» - "Nejjasnějšа republika" або "Najjaśniejsza Rzeczpospolita". Королі Речі Посполитої, Великі князі Литовські, Руські, Київські, Волинські, Подільські, Сіверські, Чернігівські, тощо - також користуватись форму звертання "Ясний" або «Ясновельможний».
Сан-Марино також називалась «Найяснішою республікою» (Serenissima Repubblica di San Marino).
Будучи наймогутнішим шляхетський родом в Португалії, Князі Браганські використовували титул "Sua Alteza sereníssima" до 1640 року, коли вони зайняли португальський престол й почали застосовувати стиль «Королівська Вельможність», а їх інфанти отримали титул «Ясновельможність».
В Іспанії набув поширення титул «Найясніша Вельможність», а у XIX ст. до нащадків престолу застосовувався титул "El Serenísimo Señor".
В Месиці, в першій половині XIX століття, також застосовувався титул "Найяснішої Вельможності" до членів родини монарха Мексики.
В Російській імперії варіанти цього титулу застосовувались до князів, в тому числі й нащадків царської родини.
Після ліквідації Священної Римської імперії, 12 серпня 1806 р. цей титул автоматично був прийнятий усіма членами правлячих князівських родів. Однак медіатизовані князі втратили право на цю форму звертання, хоча неофіційно вона продовжували використовуватися. 
Після Віденського конгресу, який надав медіатизованим родинам певні переважні права серед іншої шляхти та оголосив їх рівність з правлячими князівськими родинами, Федеральні збори Німецької конфедерації надали в серпні 1825 року право всім князівським родам право на звертання «Ясновельможність».
У Німецькій імперії форму звертання «Ясновельможний» використовували князі нижчого рангу, ніж ті, хто мав право на Виликокнязівську Вельможність, Королівську Вельможність або Імператорську Вельможність. В тих випадках, коли жінка, яка мала право на звернення Королівської Вельможності (або іншої), вийшла заміж за чоловіка, до якого зверталися лише як до Ясновельможності, жінка зазвичай зберігала свій дошлюбний, більш високий, стиль звертання.
У 19 столітті у Британії мешкала низка німецьких княжих родів, які користувались титулом «Ясновельможності». Під час Першої світової війні, в результаті політики розірвання зв'язків з Центральними державами, у 1917 році було видано так званий Закон про позбавлення титулів та ряд інших указів, в яких "занадто німецькі" титули й звання були скасовані. Після цього у Великій Британії титул у формі "Serene Highness" відносився до князів та герцогів.
В Південній Європі форма звертання Ясновельможний використовувався в 19 столітті деякими правлячими князями, такими як правителі волоських, румунських, молдовських, болгарських і чорногорських князівств.
У Королівстві Нідерландів після битви при Ватерлоо один з так званих «титулів перемоги» у 1815 р. був наданий "Принцу Ватерлоо", до якого також звертались «Ваша Ясновельможносте».
В 1918 році в Українській Державі Павло Скоропадський мав офіційний титул «Ваша Ясновельможносте Пан Гетьман Всієї України».
До 1947 року в Угорщині застосовувався стиль Його / Її Безтурботна Високість (Őfőméltósága, буквально: «Його / Її висока гідність»). На нього мали право однолітки з титулом князя, а між 1920 та 1944 рр. Регент Міклош Хорті був обраний як його Високопреосвященніший Регент Угорського Королівства (Őfőméltósága, мадярський Кіралайсаг корманьяжа).
Угорщина, між світовими війнами (1920-1944) де-юре не переставала бути монархією і всі шляхетські титули та звертання з часів Австро-Угорщини залишалися в силі до 1947 р. Таким чином, титулом "Ясновельможність" користувались всі князівські роди країни. Міклош Горті, коли був головою держави, використовував титул: "Його Ясновельможність Регент королівства Угорщини" (Őfőméltósága, a Magyar Királyság kormányzója).
В Бельгії право на форму звертання «Ясновельможність» (французька: Altesse Sérénissime, голландська: Doorluchtige Hoogheid) мають: далекі родичи короля, князі Аренберзькі, князі Бофорт-Спонтін, князі де ла Круа, князі Габсбурґ-Лотаринзькі (що мешкають у Бельгії), князі Лобковичі (що мешкають у Бельгії), князі Лооз-Корсварем, князі Штольберг-Штольберг, принц Ватерлоо.
Князі Монако й досі використовують, цей (трохи видозмінений) титул, який їм було надано 1861 року імператором Наполеоном III.